# John Ramsay, 15. Earl of Dalhousie
John Gilbert Ramsay, 15. Earl of Dalhousie (* 25. Juli 1904; † 3. Mai 1950) war ein britischer Peer und Offizier.

## Familie und Werdegang
Ramsay wurde am 25. Juli 1904 als ältester Sohn von Arthur Maule-Ramsay und dessen Frau Mary Adelaide Heathcote-Drummond geboren. Seine Ausbildung erhielt er am Christ Church College der University of Oxford. Dort wurde ihm der Bachelor of Arts verliehen. Zwischen 1925 und 1930 diente er als Offizier der Scots Guards in der British Army und erreichte den Rang eines Lieutenant. Mit dem Tod seines Vaters am 23. Dezember 1928 gingen dessen Adelstitel als 15. Earl of Dalhousie auf ihn über. Zeitweise hatte er das Amt eines Deputy Lieutenant von Angus inne. Da Ramsay 1950 unverheiratet und kinderlos starb, gingen seine Adelstitel auf seinen jüngeren Bruder Simon über.